# Det Som Engang Var
A Det Som Engang Var a norvég black metal szólóprojektnek, a Burzumnak a második nagylemeze. 1992 áprilisában lett felvéve a Grieghallen stúdióban és 1993 augusztusában jelent meg, az Aske EP után, már a Burzum saját kiadója

## Háttér
Varg Vikernes az első négy Burzum-albumot 1992 januárja és 1992 szeptembere között vette fel a Grieghallen stúdióban, Bergenben, viszont a felvételek elkészülte és a kiadás között több hónap telt el.
Az albumnak először På svarte troner lett volna a címe, de a kiadása előtt át lett nevezve. A "Det som en gang var" szám pedig a Hvis Lyset Tar Oss albumon található.

## Kiadások
Az album CD-n jelent meg 1993 augusztusában, Varg Vikernes saját kiadója, a Cymophane Productions kiadó által, miután otthagyta a Deathlike Silence Productions kiadót. Varg már az Aske EP-t saját kiadójában szerette volna kiadni, de ez nem sikerült neki. Az album először 950 példányszámra lett korlátozva.
A Misanthropy Records kiadó 1994-ben újra kiadta az albumot, két formában: CD-n és hanglemezen. A hanglemez kiadás tartalmazott egy limitált kiadású posztert az album borítójával.
2009-ben Varg újra felvett két dalt az albumról ("Key to the Gate" és "Snu mikrokosmos tegn") a From the Depths of Darkness válogatásalbumra.

## Számlista
Az összes szám szerzője Varg Vikernes. 
| #  | Cím                   | Hossz |
| -- | --------------------- | ----- |
| 1. | Den onde kysten       | 2:20  |
| 2. | Key to the Gate       | 5:14  |
| 3. | En ring til aa herske | 7:10  |
| 4. | Lost Wisdom           | 4:38  |
| 5. | Han som reiste        | 4:51  |
| 6. | Naar himmelen klarner | 3:50  |
| 7. | Snu mikrokosmos tegn  | 9:36  |
| 8. | Svarte troner         | 2:16  |

## Közreműködők
- Varg Vikernes – összes hangszer, ének, dalszöveg, producer
- Pytten – producer

## Fordítás
Ez a szócikk részben vagy egészben  a   Det som engang var című angol Wikipédia-szócikk fordításán alapul.  Az eredeti cikk szerkesztőit annak laptörténete sorolja fel. Ez a jelzés csupán a megfogalmazás eredetét és a szerzői jogokat jelzi, nem szolgál a cikkben szereplő információk forrásmegjelöléseként.